# Jarosław Karzarnowicz
Jarosław Karzarnowicz (ur. 1971 r.) – polski filolog polski, specjalizujący się w językoznawstwie wschodniosłowiańskim; nauczyciel akademicki związany z uczelniami w Gdańsku i Słupsku.

## Życiorys
Urodził się w 1971 roku na Pomorzu Gdańskim. Po ukończeniu kolejno szkoły podstawowej i średniej w 1990 roku, podjął studia dzienne na kierunku filologia polska na Uniwersytecie Gdańskim, które zakończył magisterium w 1995 roku. Następnie kontynuował dalszą edukację w ramach studiów doktoranckich na swojej macierzystej uczelni. W 1999 roku uzyskał stopień naukowy doktora nauk humanistycznych w zakresie językoznawstwa o specjalności językoznawstwo słowiańskie, na podstawie pracy pt. Funkcjonowanie form czasu przeszłego i form imiesłowowych w Psałterzu Biblii Ostrogskiej na tle Psałterza Synojskiego, której promotorem był prof. Leszek Moszyński. Został zatrudniony na stanowisku adiunkta w Katedrze Slawistyki Uniwersytetu Gdańskiego. W 2002 roku kierował pracą naukowo-badawczą pt. Cerkiewnosłowiańskie zabytki w zbiorach polskich - studia tekstologiczne i językowe, której celem było przygotowanie do druku cerkiewnosłowiańskiego rękopisu Apostoła z XV wieku. W 2011 roku Rada Wydziału Filologicznego Uniwersytetu Gdańskiego nadała mu stopień naukowy doktora habilitowanego nauk humanistycznych w zakresie językoznawstwa o specjalności językoznawstwo wschodniosłowiańskie na podstawie rozprawy nt. Funkcjonowanie i użycie przypadków w cerkiewnosłowiańskim Apostole z Biblioteki Śląskiej W Katowicach. 
Niedługo po habilitacji przeniósł się na stanowisko profesora nadzwyczajnego w Akademii Pomorskiej w Słupsku, gdzie ponadto został kierownikiem Zakładu Językoznawstwa i Edukacji Polonistycznej. Jest członkiem Polskiego Towarzystwa Językoznawczego. Jego zainteresowania naukowe koncentrują się wokół problematyki związanej z językiem słowiańskim, ze szczególnym uwzględnieniem leksyki, semantyki, fleksji i słowotwórstwa.